# Рашков
Рашков (пољ. Raszków) град је у Пољској у Војводству великопољском. По подацима из 2012. године број становника у месту је био 2073.

## Становништво
| 2012. |
| ----- |
| 2.073 |